# Lauren Carlini
Lauren Carlini, född 28 februari 1995 i Geneva, USA, är en volleybollspelare (passare). 
Carlini har med USA:s landslag vunnit Volleyball Nations League 2021 och nått semifinal vid VM 2022. Efter att ha spelat volleyboll med University of Wisconsin–Madisons lag Wisconsin Badgers 2013-2017 flyttade hon till Europa, där hon spelade i flera olika länder innan hon 2024 återvände till USA.